# Tipula (Pterelachisus) kaulbackiana
Tipula (Pterelachisus) kaulbackiana is een tweevleugelige uit de familie langpootmuggen (Tipulidae). De soort komt voor in het Palearctisch gebied.